# スタニスラフ・ゴルコヴェンコ
スタニスラフ・コンスタンティノヴィチ・ゴルコヴェンコ（ロシア語: Станислав Константинович Горковенко；ラテン文字転写例: Stanislav Constantinovich Gorkovenko、1938年1月30日 - 2018年11月26日）はロシアの指揮者、作曲家である。

## 略歴
1938年1月30日、アゼルバイジャンのバクーにて生まれた。アゼルバイジャン音楽院を経て、レニングラード音楽院でニコライ・ラビノヴィチの下で学んだ。
1967年から1978年までレニングラード・ミュージックホール管弦楽団の指揮者、1978年からサンクトペテルブルク市立交響楽団（1945年創設。旧ソロヴィヨフ＝セドイ管弦楽団、サンクトペテルブルク放送交響楽団）の芸術監督兼首席指揮者をつとめた。
生前は、ペトロフスカヤ科学芸術アカデミーの会員であった。日本との関係では、2000年、2003年に来日した。2003年には、イリーナ・メジューエワ、アナスタシア・チェボタリョーワ、西本智実と協演している。
2018年11月26日、サンクトペテルブルクにて死去。80歳であった。

## 作曲作品
作曲家としては彼の少年少女向けオペラ「オグニヴォ」(Ognivo) がサマーラ歌劇場で上演されている。

## 録音活動と録音作品
サンクトペテルブルク市立交響楽団とは幅広いレパートリーの曲を演奏しており、多数の音源を残している。中にはハチャトゥリアン「ガイーヌ」全曲のボリショイ劇場版など、希少なものもある。